# دیوار یادواره سیا

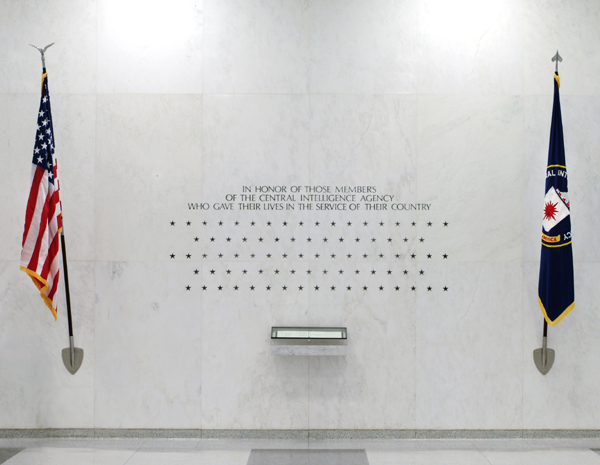
دیوار در زمانی که ۸۳ ستاره برای آن نقش بسته بود

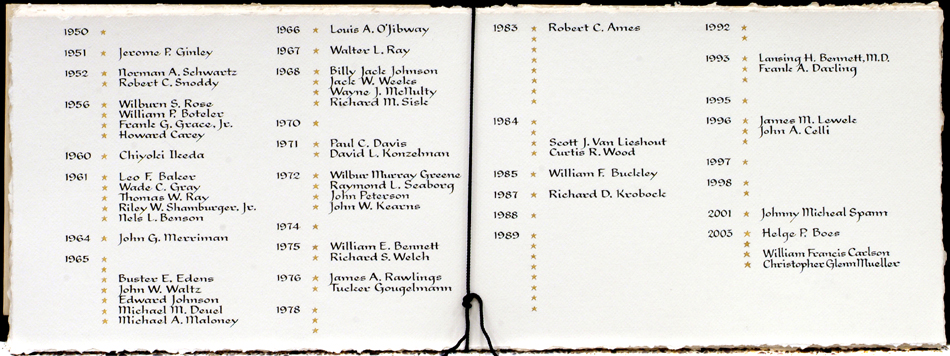
کتاب افتخارات سی‌آی‌ای ۱۹۵۰ تا ۲۰۰۵

دیوار یادواره سیا (CIA Memorial Wall) یک یادواره است که در مقرر اصلی آژانس اطلاعات مرکزی، در لانگلی، در ویرجینیا قرار دارد. این دیوار به یاد کارمندان سازمان سی‌آی‌ای که در راه انجام وظیفه جان باخته‌اند ساخته شده‌است. پس از ورود به ساختمان سی‌آی‌ای اولین تصویری که بازدید کنندگان با آن مواجه می‌شوند این دیوار است.

## یادبود
دیوار یادبود در ساختمان مقر اصلی، کنار دیوار شمالی لابی قرار گرفته‌است. در سال ۲۰۱۶، بر روی دیوار ۱۱۷ ستاره قرار گرفته، که هر ستاره نشان‌دهندهٔ یک کارمند است که در راه انجام وظیفه درگذشته‌است.
در زیر ستاره‌ها روی یک میز یک کتاب سیاه رنگ قرار دارد که به کتاب افتخار معروف است. هر افسر با یک ستاره در کتاب بر اساس سال اضافه شده در کنار تعداد زیادی از ستاره‌ها نامی درج شده‌است. اما در کنار بیش از ۳۳ نفر هیچ نامی درج نشده‌است. این افراد کسانی هستند که برده‌شدن نامشان توسط سیا حتی پس از مرگشان ممنوع است.
بر روی دیوار در سمت راست ستاره‌ها پرچم آژانس اطلاعات مرکزی قرار دارد. در سمت چپ پرچم ایالات متحده. در بالای ستاره‌ها با حروف بزرگ این متن نوشته شده‌است.
به یاد آن اعضای آژانس اطلاعات مرکزی که جانشان در راه خدمت به کشورشان فدا کردند.

## نمایندگان احتمالی
ستاره‌ها به کسانی مربوط می‌شود که در یک مأموریت جاسوسی در راه کشورشان کشته‌شده باشند. هیئت یادمان و شایستگی در سازمان افراد را به ریاست سازمان معرفی می‌کنند، این افراد باید شرایط زیر را داشته باشند:
این نشان پس از مرگ به کسانی تعلق می‌گیرید که در زمینه کسب اطلاعات در راه وطنشان کشته شده‌باشند. مرگ ممکن است در خارج از کشور یا در ایالات متحده اتفاق افتاده باشد. مرگ فرد باید قهرمانانه یا الگو وار در زمان انجام وظیفه بوده‌باشد. یا اینکه در یک عملیات تروریستی حین انجام وظیفه، یا قتل تنها به علت عضویت فرد در سازمان یا کشته شدن در حین یک عملیات در زمان انجام مأموریت. پس از تأیید توسط رئیس سازمان، مراحل اضافه کردن ستاره به دیوار به گردش در می‌آیند.

## اضافه کردن ستاره‌ها
پس از اضافه شدن هر ستاره در کتاب افتخار، حکاک، تیم جانستون به سازمان فراخوانده می‌شود تا ستاره جدید را به دیوار اضافه کند.
هر ستاره ۲٫۲۵ اینچ در طول، ۲٫۲۵ در عرض و ۱ اینچ عمق دارد. فاصله هر ستاره تا ستاره دیگر ۶ اینچ است. همگی ستاره‌ها در یک خط قرار دارند. پس از اینکه با استفاده از چکش بادی و میلکوب ستاره کنده‌کاری شد، آن را به رنگ سیاه درمی‌آورند. این رنگ به مرور زمان به خاکستری تبدیل می‌شود. هر ستاره جدید در مراسم سالیانه سازمان رونمایی می‌شود.